# Prezzemolo (fumetto)
Prezzemolo è un albo a fumetti creato nel 1995 da Lorenzo De Pretto, per raccontare le avventure dell'omonima mascotte del parco divertimenti di Gardaland.

## Storia della testata
Il fumetto raccontava le avventure dell'omonimo personaggio, al quale nel 1993, dallo stesso De Pretto, era stato dato un nuovo aspetto, diverso da quello che lo aveva caratterizzato negli anni ottanta, quando veniva usato per sponsorizzare Gardaland.
La numerazione degli albi a fumetti, che venivano pubblicati mensilmente nel periodo di apertura del parco divertimenti, ricominciava ogni anno da 1, e il numero variava da otto a nove pubblicazioni annue; il primo numero pubblicato in edicola fu quello del maggio 1996, mentre i numeri del 1995, pubblicati come bimestrali (furono in totale sei, di cui l'ultimo uscito nel marzo del 1996) vennero distribuiti solo all'interno di Gardaland, gratuitamente, a chi si iscriveva al Club di Prezzemolo.
Il primo editore del fumetto, nel 1995, fu FPM Editore, mentre dall'anno successivo e fino al 2000 il fumetto passò ad Egmont Publishing; dal 2001 fino alla soppressione della testata il fumetto fu pubblicato da Gaghi Editrice.
Nel 2007, Gardaland passò all'azienda britannica Merlin Entertainments, che decise di sospendere le pubblicazioni del fumetto, che aveva una tiratura annua di 35 000 copie ma che non vendeva abbastanza da giustificarne l'esistenza. Nonostante l'appello di Lorenzo De Pretto e una petizione on-line promossa dal sito internet Gardaland Tribe, il giornale non fu più pubblicato, e l'ultimo numero fu quindi il numero 8 dell'ottobre 2006.
Da maggio a giugno 2020, un'edizione speciale del giornale è stata resa disponibile in versione digitale e gratuita sul sito di Gardaland, a cadenza settimanale. Ogni numero contiene due storie a fumetti e una rubrica.

## Autori
Al giornale collaboravano, oltre al già citato Lorenzo De Pretto (che si occupava di disegnare tutte le copertine e spesso sceneggiava e disegnava la storia di apertura), anche altri artisti, famosi o meno, fra i quali Giuseppe Ferrario, che creò alcuni dei personaggi delle storie a fumetti, Luciano Gatto e Stefano Intini, disegnatori anche di storie di Topolino e Paperino.
La copertina del numero 8 del settembre 2000 è invece opera di Giorgio Cavazzano.

## Contenuti del giornale

### Protagonisti delle storie a fumetti
Le storie a fumetti contenute nel giornale si svolgevano nel parco di Gardaland, e vedevano protagonisti Prezzemolo e i suoi amici.
- Prezzemolo: è la mascotte di Gardaland, un drago verde con i capelli rossi e con un fazzoletto azzurro al collo, amico dei bambini e molto goloso, soprattutto di fragole, che vive all'interno di un albero, collocato nel parco; è in grado di volare muovendo la coda (le sue piccole ali non gli permettono di sollevare la propria mole) ed è fidanzato con Aurora.
- Mously: è un goffo pipistrello, di colore viola; è il migliore amico di Prezzemolo, e inizialmente vive con lui nella casa - albero, mentre successivamente si trasferisce nel Castello di Mago Merlino.
- Aurora: è il fantasma di una giovane ragazza, che vive nel Castello di Merlino, dove si occupa di magie e di filtri magici; è la fidanzata di Prezzemolo.
- Pagui: è un grasso gabbiano giallo, con un lungo becco, simpatico e amico di Prezzemolo, Mously e Aurora. Non vive nel parco di Gardaland, ma in una casetta sulle rive del lago di Garda.
- Tinox III: è l'imperatore del pianeta Tinoxia, la patria dei tinoxiani. È una specie di elefante antropomorfo, con due rotelle al posto dei piedi e la pelle azzurra. Il suo sogno sarebbe conquistare la Terra, ma non ci riesce, a causa della sua paura per i draghi; per questo tenta in ogni modo di catturare Prezzemolo, fallendo ogni volta.
- Tinoxio: è il nipote di Tinox III, da questi inviato sulla Terra per catturare Prezzemolo, ma ogni volta i piani di Tinox III vengono mandati all'aria dall'incapacità di Tinoxio. Nonostante sia un Tinoxiano, in fondo è amico di Prezzemolo.
- Xonit 3000: è un computer dotato di mente propria, aiutante di Tinoxio. Di colore arancione (inizialmente grigio), sul suo schermo non appaiono dati, ma due occhi e una bocca, è in grado di parlare e di muoversi autonomamente, attraverso delle rotelle poste alla sua base. Nonostante si creda intelligente e superiore, è pasticcione quanto Tinoxio.
- Bambù: è uno scienziato panda, che si trasferisce in un laboratorio scientifico di Gardaland, divenendo amico di Prezzemolo e degli altri personaggi; nonostante sia molto intelligente, spesso combina dei pasticci.
- Mister Ti-Gey: una grossa tigre, arancione con striature blu; rappresenta l'affarista ricco e senza scrupoli, che vorrebbe diventare sempre più ricco. Egli spera di poter rubare il fazzoletto di Prezzemolo, su cui è disegnata una mappa che lo condurrebbe ad un immenso giacimento petrolifero.
- Prezzemolino: è il nipotino di Prezzemolo, identico a lui ma piccolo e con il pannolino, che appare qualche volta nelle storie; non parla, ma è in grado di cacciarsi nei guai e combinare parecchi pasticci.
- Zenda: è una strega potente e cattiva, che vorrebbe portare a termine i propri loschi piani, ma viene sempre sconfitta da Prezzemolo e dai suoi amici.

### Sviluppo delle storie a fumetti
Le storie di Prezzemolo si svolgono principalmente all'interno del parco di Gardaland, anche se non mancano occasioni in cui i protagonisti si trovano ad uscire dal parco.
Nei primi due numeri della serie (aprile e giugno 1995), i protagonisti delle storie sono Prezzemolo, Mousley, Tinoxio, Tinox III e Xonit 3000, mentre dai numeri successivi vengono introdotti anche Pagui ed Aurora. Il gruppo resterà invariato fino al 1999 quando, senza alcuna spiegazione, vengono eliminati i Tinoxiani e vengono introdotti i personaggi di Bambù e di Mister T-Gey.
Dal 2004, viene cambiata l'ambientazione delle storie: non è più Gardaland il centro dell'azione, bensì Tanaboo, un paese immaginario, di cui è sindaco T-Gey; questa scelta, è fatta per restare in linea con la serie animata nata nel 2002, e per questo vengono anche introdotti i personaggi di Prezzemolino e Zenda, oltre che attribuire a Prezzemolo dei super poteri. In questo modo, però, si va a stravolgere la figura originale di Prezzemolo, che ne faceva un personaggio ingenuo, goloso e alle volte piuttosto pigro.

### Altri contenuti
Nel giornale, oltre alle storie a fumetti, erano contenute varie rubriche, che parlavano di animali, cantanti o altri temi, presentazioni delle novità introdotte a Gardaland durante il periodo di chiusura invernale e giochi.
Almeno una volta all'anno, veniva regalato con il giornale un biglietto che permetteva l'entrata gratuita nel parco divertimenti.